# Dienstleistungsfreiheit
Die Dienstleistungsfreiheit ist eine der vier Grundfreiheiten des Europäischen Binnenmarktes neben der Personenfreizügigkeit, der Warenverkehrsfreiheit und der Kapitalverkehrsfreiheit. Ebenso wie diese hat sie die Beseitigung von Handelshemmnissen innerhalb der Union zum Ziel. Da sie die vorübergehende Tätigkeit in einem Mitgliedstaat regelt, kann sie auch zu den Personenverkehrsfreiheiten gezählt werden.

## Voraussetzungen
Die Dienstleistungsfreiheit ermöglicht Anbietern gewerblicher, kaufmännischer, handwerklicher und freiberuflicher Tätigkeiten den freien Zugang zu den Dienstleistungsmärkten aller Mitgliedstaaten der Europäischen Union. Sie ist in Art. 56 bis Art. 62 des Vertrags über die Arbeitsweise der Europäischen Union (AEUV) geregelt.
Auf die Dienstleistungsfreiheit können sich Staatsangehörige eines Mitgliedstaates berufen,
- die in einem Mitgliedstaat niedergelassen sind (und dort die Dienstleistung ausüben dürfen),
- die Dienstleistung einen grenzüberschreitenden Bezug hat: Ein solcher Bezug wird angenommen, wenn
  - die Dienstleistung wird in einem anderen Mitgliedstaat angeboten wird (aktive Dienstleistungsfreiheit) z. B. Handwerker aus einem Mitgliedstaat,
  - der Empfänger der Dienstleistung aus einem anderen Mitgliedstaat kommt (passive Dienstleistungsfreiheit) z. B. bei Touristen,
  - nur die Dienstleistung die Grenze übertritt (korrespondierende Dienstleistung) z. B. Dienstleistung über das Internet.
- die eine Dienstleistung erbringen und keine Waren liefern (Nichtkörperlichkeit; Unterschied zur Warenverkehrsfreiheit),
- selbständig tätig sind (Unterschied zur Arbeitnehmerfreizügigkeit) und
- in der Regel ein Entgelt fordern.

Nimmt der Anbieter die Dienstleistungsfreiheit in Anspruch, so belässt er seine Niederlassung im ursprünglichen Mitgliedstaat und begibt sich nur vorübergehend in den anderen Mitgliedstaat. Er errichtet dort keine eigene Niederlassung und ist in die dortige Volkswirtschaft nicht integriert (Unterschied zu Niederlassungsfreiheit).
Im Prinzip müssen vom Anbieter unbeschadet der Dienstleistungsfreiheit die Voraussetzungen berücksichtigt werden, die der Mitgliedstaat, in den er sich begibt, für die Ausübung der Dienstleistung für seine eigenen Staatsangehörigen vorschreibt, soweit die Dienstleistungen nicht nach Art. 59 AEUV durch EU-Richtlinien und EU-Verordnungen liberalisiert werden.

## Liberalisierung durch EU-Richtlinien
Wie in den Bereichen der anderen Grundfreiheiten auch wurden zur Umsetzung der Dienstleistungsfreiheit Bestimmungen des EU-Sekundärrechts erlassen, insbesondere um Nichttarifäre Handelshemmnisse auszuräumen.
Wichtigster Rechtsakt zur Liberalisierung ist insbesondere die lange Zeit umstrittene Europäische Dienstleistungsrichtlinie (RL 2006/123/EG). Gegenstand der Auseinandersetzungen war insbesondere der Grundsatz, dass für die Dienstleistungserbringer die rechtlichen Bestimmungen ihres Herkunftslandes gelten (sog. Herkunftslandprinzip). Der von der Kommission 2004 vorgelegte Bolkestein-Entwurf (benannt nach dem Kommissar Frits Bolkestein) wurde im Rahmen des Gesetzgebungsverfahrens vom Rat der Europäischen Union und vom Europäischen Parlament abgemildert. Die Richtlinie musste bis 28. Dezember 2009 in nationales Recht umgesetzt werden.
Werden von einem Unternehmen Arbeitnehmer zur Erbringung von Dienstleistungen in einen anderen EU-Mitgliedstaat entsandt, gilt für die Anwendbarkeit bestimmter arbeitsrechtlicher Bestimmungen die Richtlinie 96/71/EG über die Entsendung von Arbeitnehmern, die auf dem Bestimmungslandprinzip beruht.